# Hannes Tiainen
Hannes Tiainen (* 9. Februar 1914 in Sortavala, Karelien; † 8. April 2001 in Helsinki) war ein finnischer Politiker der Sozialdemokratischen Partei SDP (Suomen Sosialidemokraattinen Puolue), der sich insbesondere für die Interessen von Kleinbauern einsetzte. Nach einem Parteistreit in den 1950er Jahren wechselte er 1959 zum Sozialdemokratischen Bund der Arbeiter- und Kleinbauernschaft TPSL (Työväen ja Pienviljeliäin Sosialidemokraattinen Liitto).

## Leben

### Studium, Genossenschaftsfunktionär und Stellvertretender Minister
Hannes Tiainen, Sohn des Schneiders Juho Tiainen und dessen Ehefrau Anna Sihvonen, begann nach dem Schulbesuch 1932 ein Studium der Wirtschaftswissenschaften und schloss dieses 1937 mit einem Bachelor im Schwerpunktfach Land- und Forstwirtschaft ab. Im Anschluss wurde er 1938 Mitarbeiter beim Verband der Verbrauchergenossenschaften KK (Kulutusosuuskuntien Keskusliitto) und war zwischen 1942 und 1943 Mitarbeiter der Landwirtschaftsabteilung der Genossenschaft in Wiipuri sowie danach von 1943 bis 1944 Leiter der Genossenschaft in Ostkarelien. Danach wurde er Mitarbeiter einer Genossenschaft in Südwestfinnland, ehe er 1945 als Leiter der Verkaufsabteilung für landwirtschaftliche Produkte zum KK zurückkehrte. Beim KK kümmerte er sich um den Kauf und Verkauf landwirtschaftlicher Produkte. 1947 erfolgte seine Ernennung zum Leiter des Verbandes der Verbrauchergenossenschaften KK. 
Er trat 1947 als Mitglied der Sozialdemokratischen Partei SDP (Suomen Sosialidemokraattinen Puolue) bei und war einer der Mitverfasser des Landwirtschaftsprogramms der SDP, das 1949 verabschiedet wurde. Als Berater von Ministerpräsident Karl-August Fagerholm war er einer der führenden Agrarpolitiker in der SDP, die einen Richtungswechsel in der Agrarpolitik forderte. Er setzte sich das Ziel, ein Gleichgewicht in der landwirtschaftlichen Produktion zu erreichen, ohne die individuelle Produktion zu reduzieren. Das hätte eine Verringerung der Anzahl der landwirtschaftlichen Betriebe bedeutet. Er glaubte, dass die Auftragsproduktion den Landwirten ein sicheres Einkommen garantieren würde. Er gehörte zum Flügel der Kleinbauern der Partei, der in den 1950er Jahren in der SDP an Bedeutung verlor, als die Gewerkschaftsbewegung an Bedeutung gewann. Er unterstützte Emil Skog als Parteivorsitzenden. In den 1950er Jahren stieg er zum führenden Agrarexperten der SDP auf und verfasste zahlreiche, wenngleich umstrittene Artikel zu landwirtschaftlichen Themen. Während der Amtszeit von Penna Tervo als Chefredakteur verfasste er regelmäßig Beiträge für die Parteizeitung Suomen Sosialidemokraatti und wurde 1952 stellvertretendes Mitglied des Vorstands der SDP. In Übereinstimmung mit der Tradition der alten Arbeiterbewegung unterstützte er die „Nüchternheitsbewegung“. Obwohl er sich in der SDP für das Thema Kleinbauern einsetzte, bemühte er sich dennoch um eine Einigung zwischen Lohnempfängern und Landwirten innerhalb der Partei. Daneben setzte er sich auch für karelische Interessen ein.
Am 3. Dezember 1952 wurde er im Kabinett Kekkonen III Stellvertretender Landwirtschaftsminister (Ministeri maatalousministeriössä) und hatte dieses bis zum 9. Juli 1953 inne. Das Amt des Stellvertretenden Landwirtschaftsministers hatte er vom 5. Mai bis zum 20. Oktober 1954 auch im Kabinett Törngren inne. Im darauf folgenden Kabinett Kekkonen V fungierte er vom 20. Oktober 1954 bis zum 3. März 1956 als Stellvertretender Verkehrs- und Infrastrukturminister (Ministeri kulkulaitosten ja yleisten töiden ministeriössä) sowie zugleich zwischen dem 22. Oktober 1954 und dem 3. März 1956 auch als Stellvertretender Sozialminister (Ministeri sosiaaliministeriössä). Anschließend übernahm er im Kabinett Fagerholm II zwischen dem 3. März 1956 und dem 27. Mai 1957 erneut als Stellvertretender Verkehrs- und Infrastrukturminister sowie vom 5. März 1956 bis zum 27. Mai 1957 auch wieder als Stellvertretender Sozialminister. Während des Generalstreiks 1956 war er Mitglied des inoffiziellen „Streikkomitees“, dem Mitglieder der Gewerkschaftsbewegung und der Regierung angehörten. Sie traf sich regelmäßig und bemühte sich um sozialen Frieden.

### Ausschluss aus der SDP und Mitgründer der TPSL

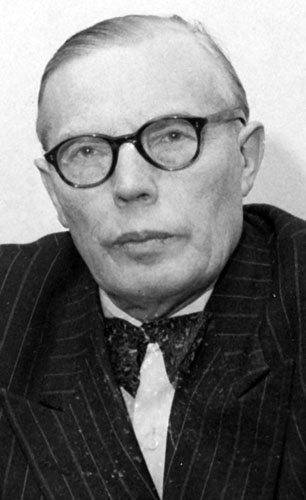
Emil Skog war 1962 TPSL-Kandidat für das Amt des Präsidenten der Republik Finnland.

Danach war Hannes Tiainen zwischen 1957 und 1971 erst Generaldirektor des Staatlichen Beschaffungszentrums (Valtion hankintakeskus). Während der Spaltung der Partei Ende der 1950er Jahre versuchte er zunächst, sich aus Kontroversen herauszuhalten. Allerdings schloss er sich jedoch bald der parteiinternen Opposition an, die als Gruppe 94 beim Parteitag von 1957 in der Minderheit blieb. Er war 1959 Mitbegründer des Sozialdemokratischen Bundes der Arbeiter- und Kleinbauernschaft TPSL (Työväen ja Pienviljeliäin Sosialidemokraattinen Liitto), nachdem die SDP Anhänger der Opposition aus der Partei ausgeschlossen hatte. Er war Mitglied des Parteikomitees und stellvertretender Vorsitzender der TPSL. Er fungierte ferner Vorsitzender der TPSL in Helsinki und Chefredakteur der Parteizeitung Päivä Sanomat, deren politische Ausrichtung er maßgeblich prägte. Er leitete auch den Wahlkampf des TPSL-Kandidaten Emil Skog bei den Präsidentschaftswahlen 1962. 
1966 trat Hannes Tiainen aus der TPSL aus und trat wieder der SDP bei. Er trug zum politischen Wandel von Väinö Leskinen in den 1960er Jahren und zur Veränderung der Position der SDP in Bezug auf die Sowjetunion bei. Er besuchte die Sowjetunion, um sich sowohl um Partei- als auch um Staatsangelegenheiten zu kümmern. Er stand auch in Kontakt mit Vertretern der sowjetischen Botschaft. Zuletzt war er von 1971 bis 1977 Leiter der Produktionsabteilung des Nationalen Amtes für Landwirtschaft (Maatilahallitus). Aus seiner 1939 geschlossenen Ehe mit Esther Tuomainen gingen die Kinder Jyrki, Sisko-Marja und Pirjo-Riitta hervor.

## Veröffentlichungen
- Kun puolue räjähti. Raportti sosiaalidemokraattisen työväenliikkeen hajaannuksesta ja eheytymisesta, 1968
- Voivuoren vartijat, 1970
- Maaseudun asuttuna säilymisen edellytykset, 1979
- Palstaviljely ja sen kansantaloudellinen merkitys, 1983